# Městská hromadná doprava na Ukrajině

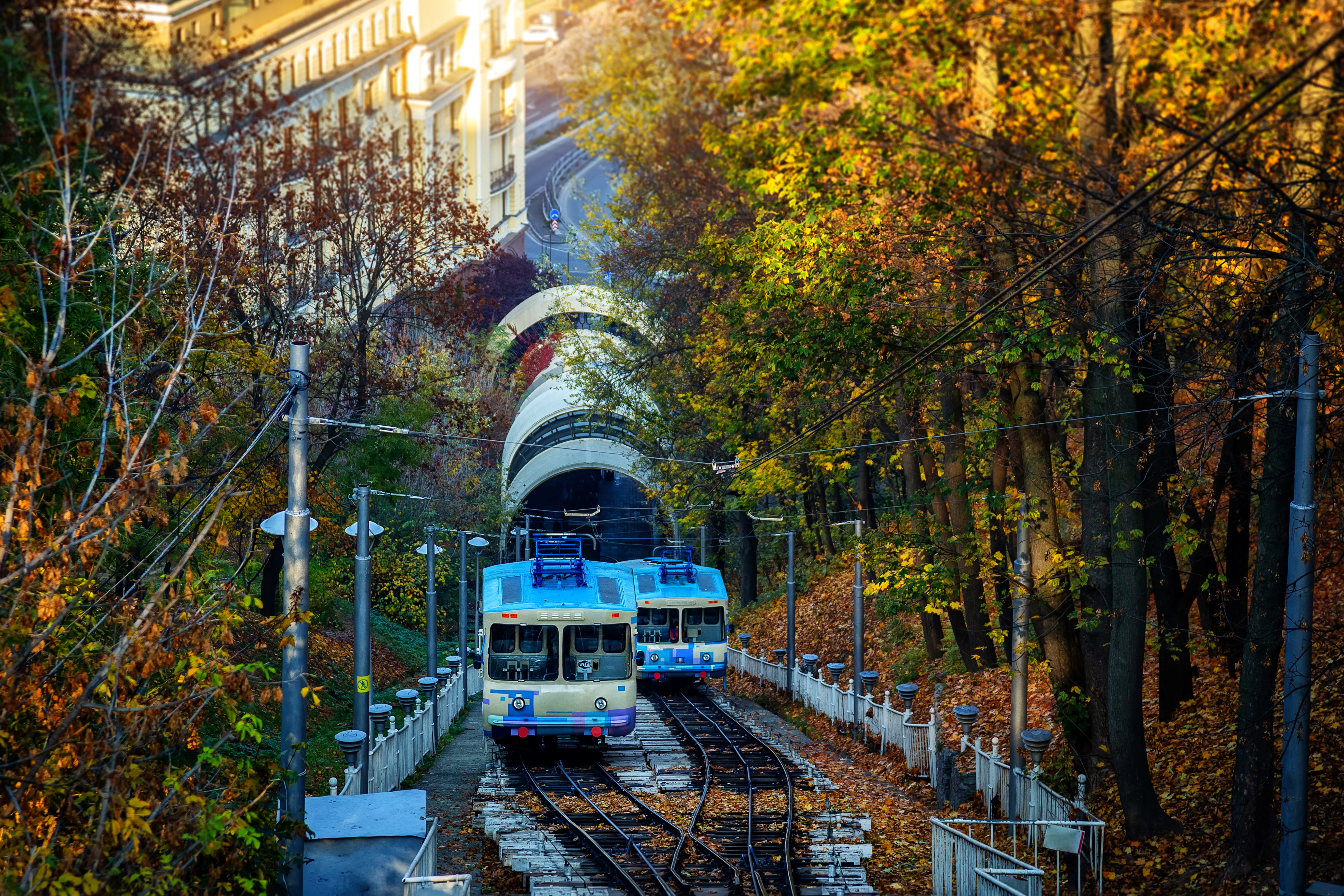
Lanovka v Kyjevě (Київський фунікулер)

Městská hromadná doprava na Ukrajině je tvořena tvořena třemi provozy metra, desítkami tramvajovými a dalšími desítkami trolejbusovými a mnoha autobusovými provozy. Několik sítí má meziměstský charakter, tj. spojují dvě města. Městská železniční doprava je rozšířená pouze v Kyjevě jako Kyjevská městská železnice a Kyjev Boryspil Express. 

## Uspořádání

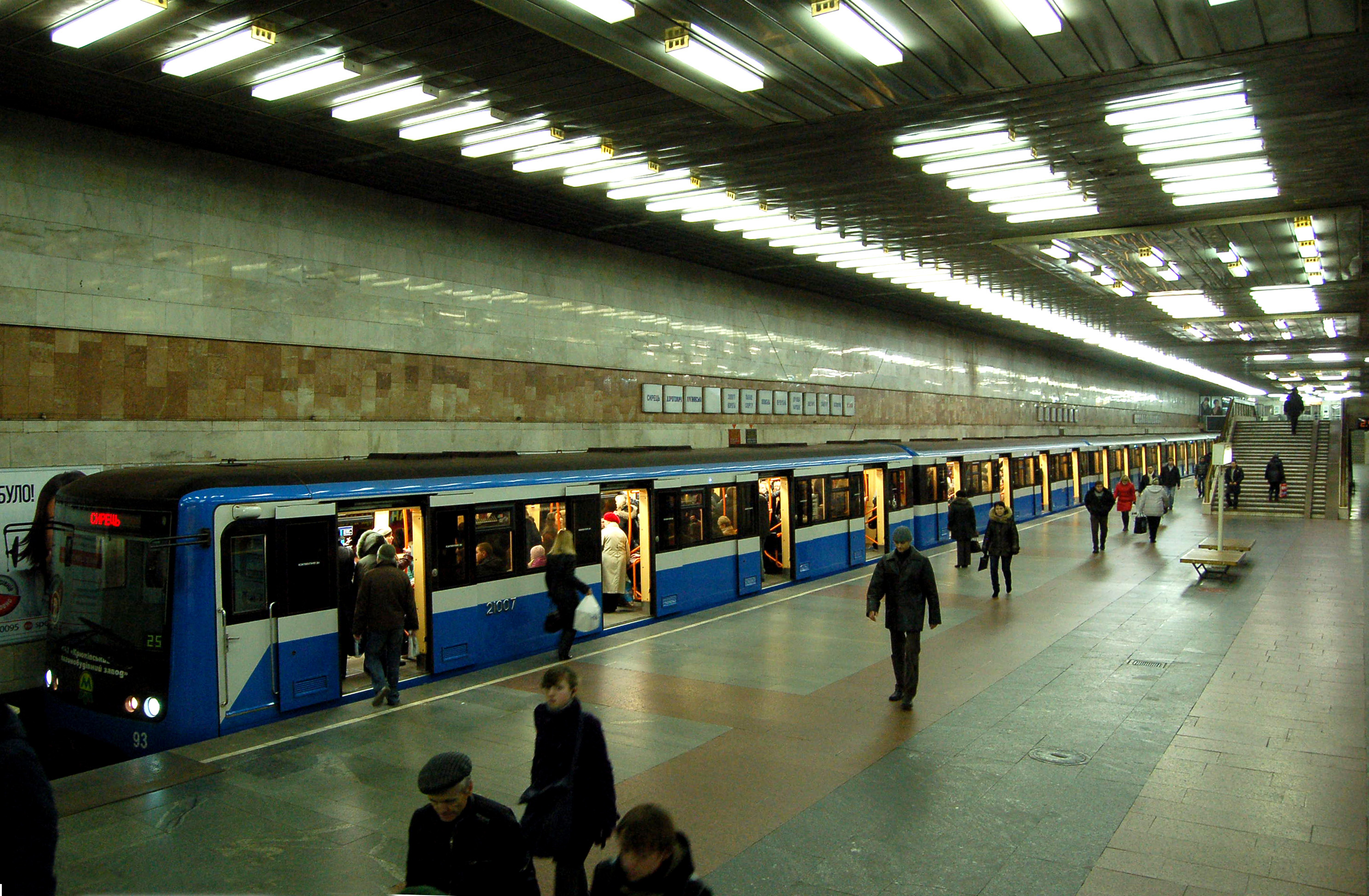
Souprava metra 81-7021/7022 ve stanici Pozňaky v Kyjevě

Ukrajina má tři sítě metra a to dvě větší v Kyjevě a Charkově a jednu malou v Dnipru, všechny tři sítě jsou doplněny tramvajovou, trolejbusovou a autobusovou dopravou. Ve větších městech jako třeba Doněck a Záporoží nebylo metro realizováno a skoro milionová města se musí spoléhat na tramvaje, trolejbusy a autobusy. Tramvaje a metro mají klasický ruský rozchod 1520 mm.
Některé sítě mají mezi městský charakter, spojují dvě a více měst, např. Simferopol-Alušta-Jalta.
| Město   | Počet linek | Počet stanic | Celková délka |
| ------- | ----------- | ------------ | ------------- |
| Dnipro  | 1           | 6            | 7,8 km        |
| Charkov | 3           | 30           | 38,45 km      |
| Kyjev   | 3           | 52           | 67,5 km       |

## Vozový park
U tramvají většinou převládají vozy československé výroby (Tatra T3), ale i sovětské či polské. U trolejbusů převládají ukrajinské a běloruské vozidla (při starších vozech i sovětské a československé výroby).